# Jiří Valenta
Jiří Valenta (14 febbraio 1988) è un calciatore ceco, centrocampista del Mladá Boleslav.

## Caratteristiche tecniche
Interno di centrocampo, può giocare come esterno su entrambe le fasce.